# Héctor de Bourgoing
Héctor Adolfo de Bourgoing (23 de julio de 1934, Posadas, Misiones - 24 de enero de 1993, Burdeos, Francia) fue un futbolista franco-argentino que jugaba en la posición de delantero. Se destacó principalmente en el fútbol francés. Jugó en las selecciones de Argentina y Francia.

## Historia

### Tigre
Tenía apenas 19 años cuando llegó a Buenos Aires para incorporarse a las divisiones inferiores de Tigre. Los rumores de sus corridas por la banda derecha y su buena técnica con el balón, habían excedido largamente las fronteras de la patria de la tierra colorada y se hacían eco en el cuadro de Victoria, que depositó en él una apuesta a futuro. Veloz, ágil y de buena pegada, sobresalió inmediatamente, un poco porque a Tigre no le sobraba nada y otro tanto por su estilo de juego polifuncional. Logró marcar 34 tantos en 91 partidos disputados. 
Era bien visto por Guillermo Stábile, director técnico de la Selección Argentina de fútbol, quién no dudó en convocarlo para un juego amistoso ante Uruguay. Su debut se dio el 10 de octubre de 1956, ingresó en el complemento reemplazando a Orestes Omar Corbatta.

### River Plate
River Plate le echó el ojo para reforzar el equipo que encararía la temporada de 1957. No la tuvo fácil el misionero porque debió cargar con la responsabilidad de hacer olvidar los goles de Santiago Vernazza, vendido ese verano al Palermo de Italia. Se fue haciendo rápido su espacio en una estructura de equipo que ese año alcanzó la cúspide de su funcionamiento. Convertiría el primero de sus 21 goles en Nuñez, en una goleada por 5-2 a Lanús. Se complementaba bien con Eliseo Prado y Norberto Menéndez y su aporte goleador -13 tantos en su primer año- lo erigieron en titular indiscutido. De Bourgoing siguió siendo un elemento clave dentro del equipo, pero River ya evidenciaba la decadencia que caería sobre sí meses más tarde, terminando lejos de Racing Club en el torneo local y eliminado rápido de la Copa Suecia.

### En el fútbol francés
Su presente deportivo y su descendiencia marcada, tentaron al Niza francés, a incorporarlo a principios de 1959. Allí fue sin saber que comenzaba un recorrido que lo afincaría definitivamente en la tierra de sus antepasados. Calzó inmediatamente en el estilo de vida galo y en un fútbol despojado de todo tipo de urgencias. Sus números son irreprochables. Jugó hasta 1963, lo hizo en 114 partidos metiendo 65 goles. Fue traspasado al Girondines de Burdeos donde actuó hasta 1968 con 143 cotejos y 68 tantos. Su carrera se cerró en el Racing de París. Allí estuvo solo una temporada con 18 partidos y 6 conquistas. Su destaque fue tal que los dirigentes de la 
Federación Francesa de Fútbol lo tentaron -y convencieron- para nacionalizarse y defender la camiseta francesa.

## Trayectoria
| Club                  | Período             | Partidos | Goles |
| --------------------- | ------------------- | -------- | ----- |
| Tigre                 | 1954-1957           | 91       | 34    |
| River Plate           | 1957-1959           | 43       | 21    |
| Niza                  | 1959-1963           | 114      | 65    |
| Girondines de Burdeos | 1963-1968           | 143      | 68    |
| Racing de París       | 1969                | 18       | 6     |
| Total en su carrera   | Total en su carrera | 409      | 194   |

## Selecciones Argentina y Francesa
Estando en Tigre fue internacional con la Selección Argentina y disputó la Copa América 1957 en la que se consagró campeón.
Su experiencia en la Selección de Francia fue más bien escueta. Solo dos partidos amistosos (enfrentamientos ante Italia y Polonia en el Parque de los Príncipes) le valieron la chance de cumplir el sueño de jugar la Copa Mundial de la FIFA de Inglaterra. Debutó el 15 de junio de 1966, en Wembley, anotando un gol para la derrota 2-1 ante Uruguay.

### Participaciones en Copas América
| Competición       | Selección | Sede | Resultado |
| ----------------- | --------- | ---- | --------- |
| Copa América 1957 | Argentina | Perú | Campeón   |

### Participaciones en Copas del Mundo
| Mundial                        | Selección | Sede       | Resultado    |
| ------------------------------ | --------- | ---------- | ------------ |
| Copa Mundial de Fútbol de 1966 | Francia   | Inglaterra | Primera fase |

## Palmarés

### Campeonatos nacionales
| Título           | Club        | País      | Año  |
| ---------------- | ----------- | --------- | ---- |
| Primera División | River Plate | Argentina | 1957 |

### Campeonatos internacionales
| Título       | Selección | Sede | Año  |
| ------------ | --------- | ---- | ---- |
| Copa América | Argentina | Perú | 1957 |